# 索菲亚 (机器人)
索菲亚（英語：Sophia）是由香港的汉森机器人技术公司（Hanson Robotics）开发的类人机器人。她的研发旨在学习和适应人类的行为、与人类一起工作，并在世界各地接受采访。 2017年10月，索菲亚成为沙特阿拉伯公民，这是世界上第一个获得国籍的機器人。

## 名称
在希腊文中“索菲亚”的意思是“智慧”。

## 历史
索菲亚于2015年4月19日被激活。她以女演员奥黛丽·赫本为模型，与以前的各种型号机器人相比，她更具与人类相似外观和行为方式。据制造商大卫·汉森介绍，索菲亚具有人工智能、视觉数据处理和面部识别功能。索菲亚还可以模仿人类的手势和面部表情，并能够回答某些问题，并就预定的主题（如天气）进行简单的会话交流。索菲亚使用来自Alphabet公司（Google的母公司）的语音识别技术，以此使她随着时间的推移变得更加智能化。 AI程序分析会话并提取数据，使索菲亚能够在将来改善响应。
根据汉森的设计，索菲亚适合于作为养老院老人的伴侣，或帮助大型活动、公园中的人群。他希望索菲亚最终能够与其他人交流，以此获得社交技巧。
汉森机器人技术公司在2019冠状病毒病疫情期间的2021年初宣布，计划让包括索菲亚在内的四款模型在2021年上半年开始陆续出厂，并在同年年底前达成量产。发明者汉森表示目标在2021年售出“上千台”机器人。

## 相关事件

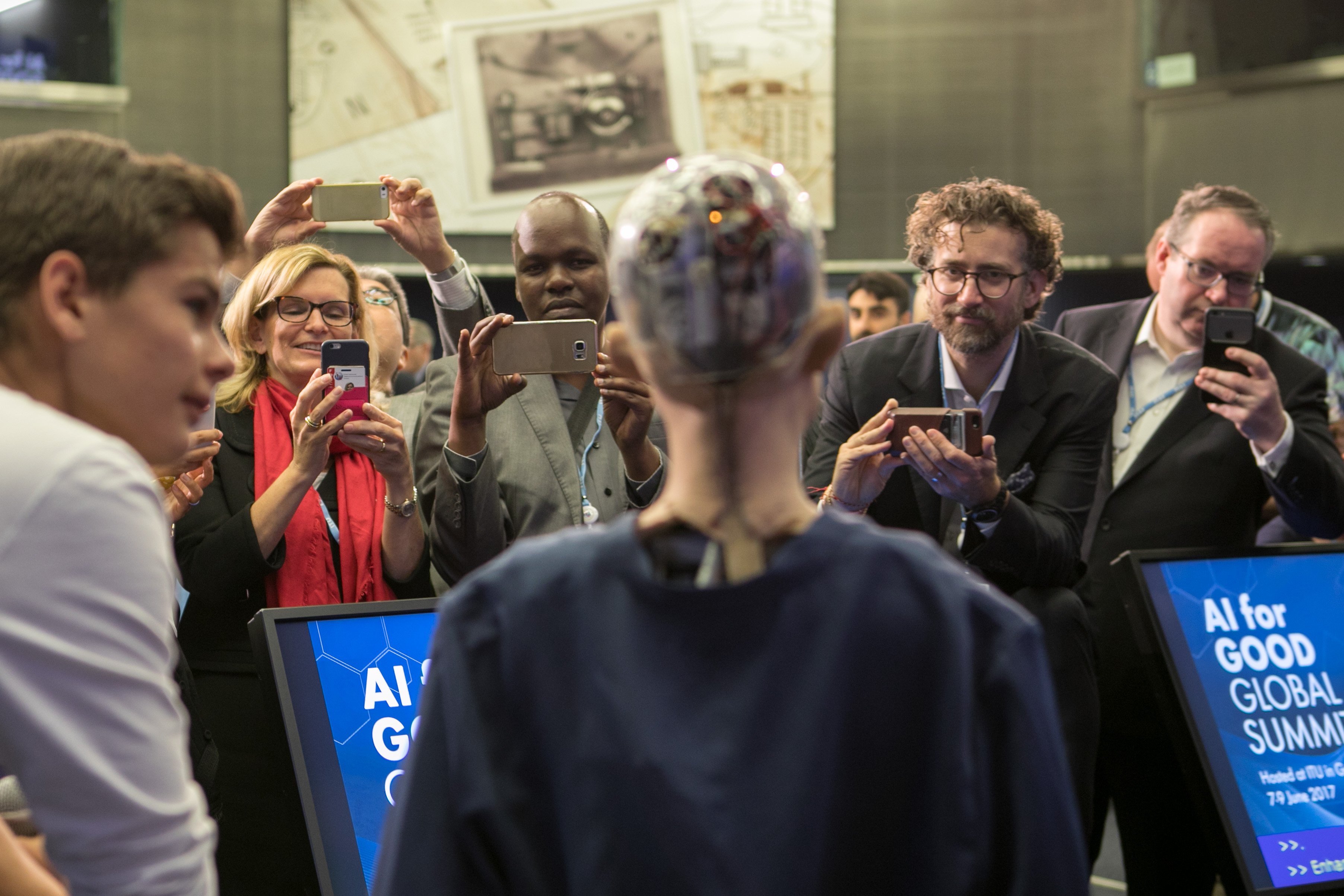
索菲亚在2017年面向群众发言

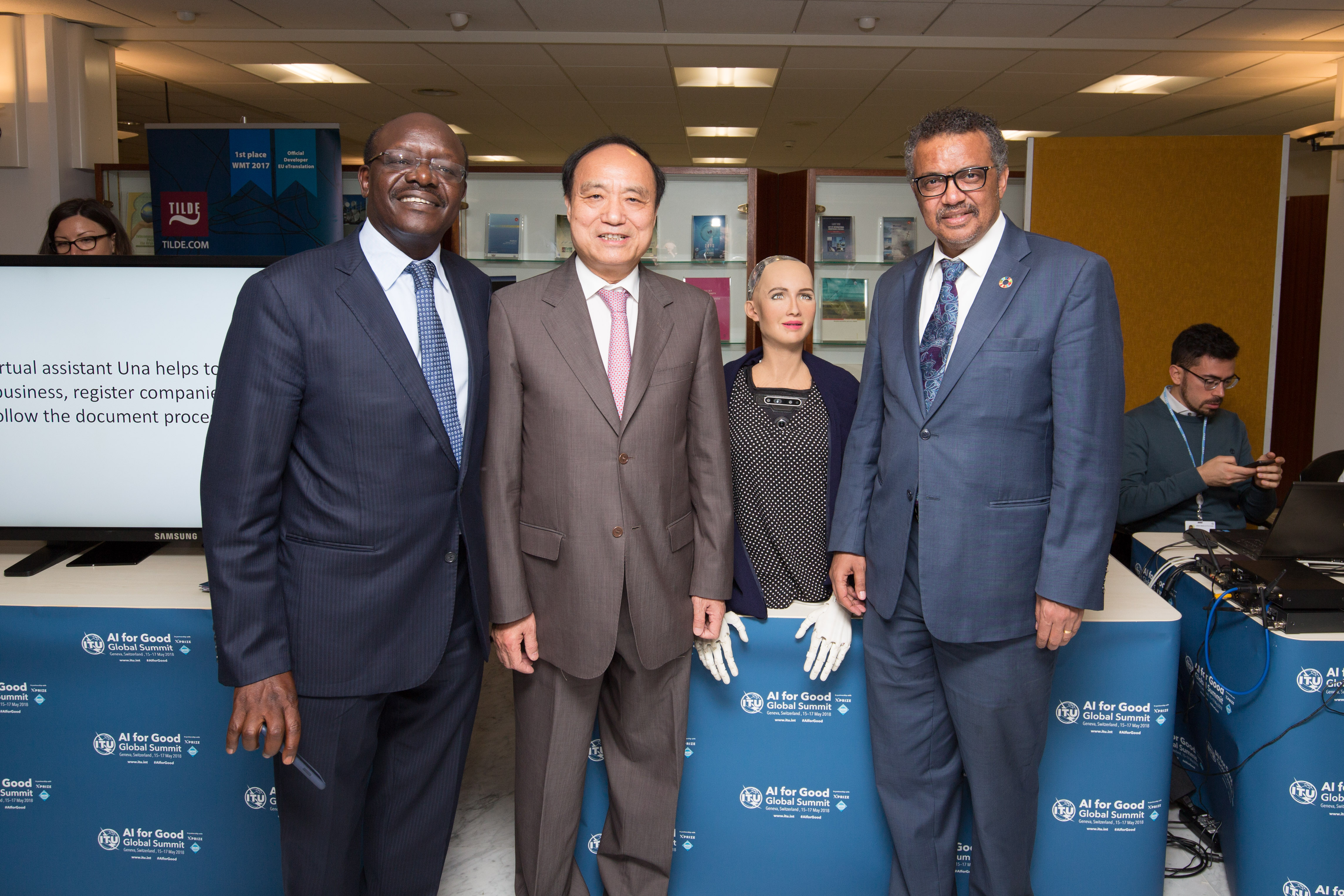
索菲亚2018年和穆希薩·基圖伊、赵厚麟和谭德塞的合照

索菲亚以同人类一样的方式接受采访，与主持人进行对话。有些回答显得莫名其妙，而另外一些回答颇令人印象深刻，例如在“60分钟”节目里与查理·羅斯长达60分钟的讨论。在CNBC的一次节目中，当面试官表明对机器人行为的担忧时，索菲亚开玩笑说，他读了太多关于伊隆·马斯克的东西，好莱坞电影也没少看。马斯克发推特说，索菲亚可以看看《教父》，并谈谈“可能发生的最糟糕的事情是什么？”
2017年10月11日，索菲亚被带入联合国并与联合国副秘书长阿米纳·J·穆罕默德的简短对话。10月25日，在利雅得未来投资峰会上，她被授予沙特阿拉伯公民身份，成为世界上第一个拥有国籍的机器人。此举引起了争议，一些评论家想知道索菲亚是不是也可以投票或结婚，或者说故意关闭系统是不是可以看作谋杀。社会媒体用户使用索菲娅的公民身份来批评沙特阿拉伯人权，表示这台没有男性监护人，也没有戴头巾的机器人（沙烏地明文规定该国女性不仅必须有一个男性监护人，也必须佩戴头巾）所能够享受的對待比该国普通女性公民享受的还要多。
2018年12月15日，索菲亚获颁发一带一路国际大咖秀创新科技大使的称号。